# Idiomacromerus urospermi
Idiomacromerus urospermi är en stekelart som beskrevs av Askew 2004. Idiomacromerus urospermi ingår i släktet Idiomacromerus och familjen gallglanssteklar.
Artens utbredningsområde är:
- Italien.
- Spanien.

Inga underarter finns listade i Catalogue of Life.